# Тучков переулок
Тучко́в переулок — переулок в Василеостровском районе Санкт-Петербурга. Расположен между Двинским переулком и набережной Макарова.
Пересекает Средний проспект, Кубанский, Волховский и Двинский переулки. От Двинского переулка вымощен брусчаткой за исключением перекрёстков.

## История
С 1798 года участок от Среднего проспекта до Малой Невы назывался Глухой переулок. С 1802 года носит название Загибенинов переулок, по фамилии домовладельца (дома 6, 11) купца Загибенина. Параллельно существовал вариант Загибенев переулок.
Современное название Тучков переулок присвоено 15 мая 1882 года по находящемуся поблизости Тучкову мосту через реку Малую Неву.

## Достопримечательности и учреждения

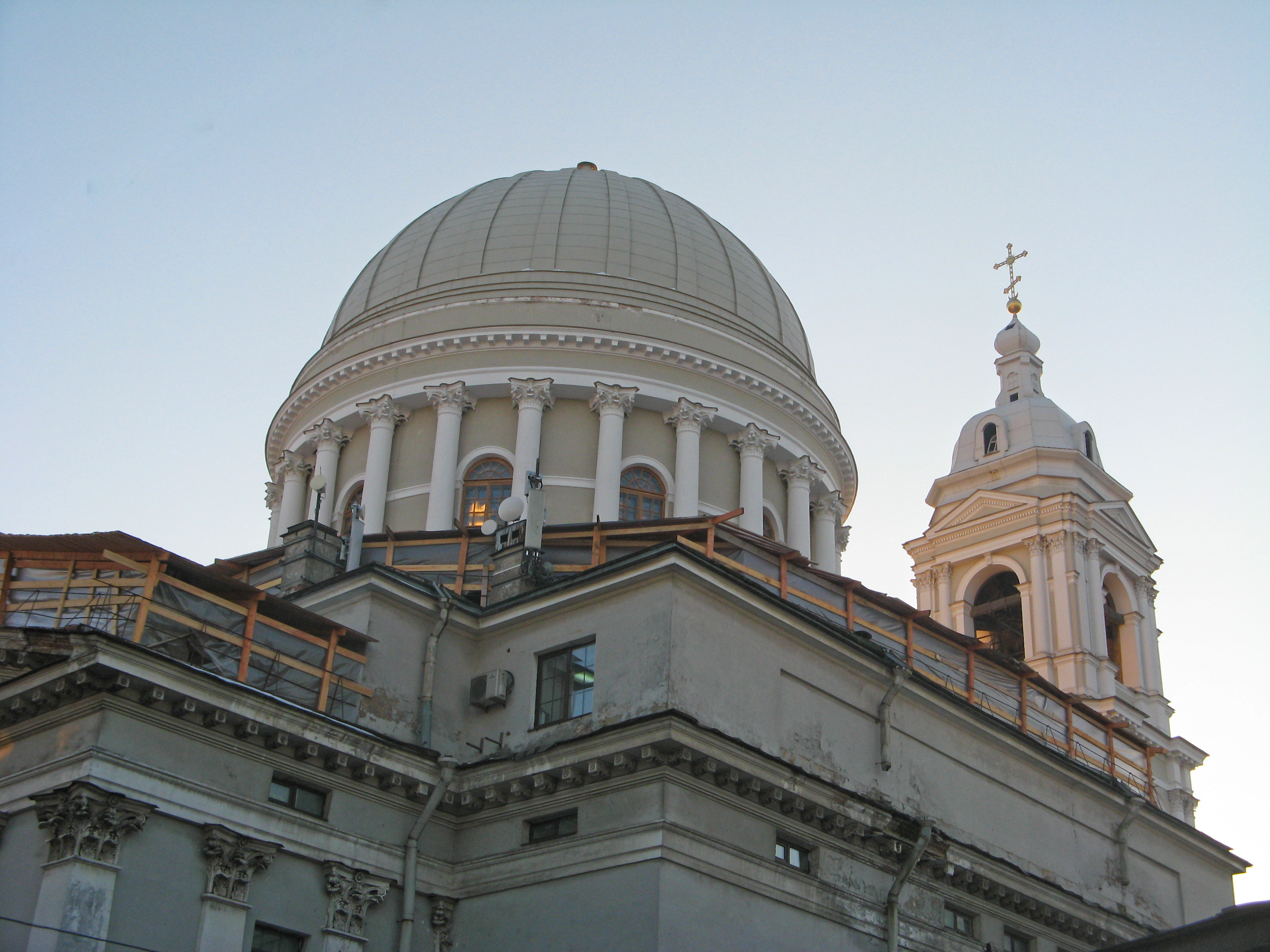
Церковь св. Екатерины, вид из Тучкова переулка

- Церковь Святой Екатерины у Тучкова моста
- Дом 7 — факультет международных отношений и политических исследований Северо-Западного института управления РАНХиГС при Президенте РФ
- Дом 9 — Институт лингвистических исследований РАН
- Дом 10 — ведомственная портовая больница
- Дом 11 / Волховский переулок, 5 — Доходный дом Федора Шпринга. Построен в 1898—1899 годах по проекту архитектора Бориса Гиршовича в стиле эклектики. Сохранились фасады здания и интерьеры трех парадных лестниц. В доме жили академик Сергей Лебедев, петербурговед Владимир Курбатов, скульптор-анималист Артемий Обер, художник Павел Шиллинговский. В здании находились мастерские Александра Самохвалова и Владимира Прошкина. Здесь находилась редакция первого российского журнала для железнодорожников «Железнодорожная неделя» (годы издания:1899-1903 годы). Дом известен также крошечным (примерно 5 на 5 м) двором-колодцем, где снимался фильм «Брат». Объект культурного наследия[2].
- В 1912—1914 гг. в д. 17, кв. 29 жили Анна Ахматова и Николай Гумилёв
- В переулке расположен Государственный оптический институт

## Тучков переулок в кино
- Фасад дома №14 снимался в роли салона мадам Жозефины в фильме «О бедном гусаре замолвите слово».
- Наиболее красиво Тучков переулок снят в фильме «Прогулка».
- В Тучковом переулке снималось несколько серий «Улицы разбитых фонарей», «Убойной силы».
- В так называемом «дворе-кишке» (Тучков, 11/5) снимался эпизод фильма «Брат». Но в фильме «Брат» сначала снимался Средний проспект, потом съемка была продолжена в той самой «кишке», далее съёмка была продолжена на 7-й линии.